# Station Blackrod
Blackrod is een spoorwegstation van National Rail in Blackrod, Bolton in Engeland. Het station is eigendom van Network Rail en wordt beheerd door Northern Rail. Het station is geopend in 1841. 